# Ла Ит (топови)
Топови система Ла Ит (фр. système La Hitte), француски топови произведени 1858, први масовно произведени изолучени топови у свету.

## Историја
Масовно коришћење изолучених пушака, које је почело од 1826, учинило је дотадашњу артиљерију глатке цеви застарелом, пошто је ефикасни домет глатке артиљерије (800-1.000 м за ђулад, а 300-600 м за картеч) постао мањи од домета изолучене пушке (око 1.000 м). У пракси, то је значило да су стрелци наоружани изолученим пушкама могли лако да побију посаду глатког артиљеријског оруђа са безбедне удаљености (примера ради, српски стрелци наоружани белгијским карабинима брзо су побили турске тобџије на београдској тврђави приликом бомбардовања Београда 1862).
Убрзано експериментисање са изолученим топовским цевима у многим земљама довело је 1858. до увођења првих артиљеријских оруђа са изолученом цеви. То су били француски пољски топови система Ла Ит, названи по председнику француског Артиљеријског комитета, генералу Жану Ла Иту (фр. Jean Ernest, ducos de La Hitte, 1789-1878). Ови први изолучени топови пунили су се спреда, као и дотадашња глатка артиљерија. Ла Итови пољски топови од 4 и 12 фунти (заправо килограма, јер су нова зрна била била два пута тежа од старих, за глатку артиљерију), уведени 1858, имали су домет од 3.200, односно 3.000 м. Међутим, Ла Итови топови имали су мањи домет и прецизност гађања (до 2 пута) од пруских пољских топова од 4 (уведених 1859) и 6 фунти (уведени 1862), који су се пунили одостраг (Крупови топови).

## У Србији
Производња пољских и брдских топова М. 1858 система Ла Ит, од 4 фунте, почела је у првој српској тополивници у Крагујевцу 1865. године. Србија је у периоду 1865-1885. имала топове Ла Итовог система, калибра 4 и 12 фунти, који су израђивани у Крагујевцу. Са овим топовима Србија је ушла у српско-турске ратове (1876-1878).

### Брдски топови
У Србији су 1863. усвојени брдски топови система Ла Ит, калибра 85,6 мм, тежине 225 кг и домета 2.400 м. Израђивани су у Крагујевцу. Постојали су и брдски мерзери истог калибра, домета 1.500 м. Та оруђа је Србија имала у рату против Турске 1876-1878. и против Бугарске 1885. У току мобилизације 1876. образовано је 5 брдских батерија по 6 топова. Доцније је број оруђа у батерији смањен на 4, па је број батерија повећан на 7. По потреби, 2-3 батерије додељиване су појединим дивизијама. Од брдских мерзера образоване су батерије за тзв. четнички рат.